# Zagórki (Białystok)
Zagórki – część miasta Białystok.
Przed 1 stycznia 2006 roku wieś, wówczas przyłączona do miasta Białystok. Na mocy uchwały nr LXII/787/06 Rady Miejskiej z 25 października 2006 roku, wraz z miejscowościami Dojlidy Górne, Dojlidy-Kolonia oraz Kolonia Halickie stały się jednostką pomocniczą podziału administracyjnego miasta, osiedlem Dojlidy Górne.
W latach 1975–1998 miejscowość należała administracyjnie do województwa białostockiego.

## Ulice w Zagórkach
Zagórki, Okrętowa, Rejsowa, Piracka, Morska, Żeglarska, Kapitańska, Cumownicza, Posejdona, Komandorska, Kotwicowa, Szkwałowa, Sieciowa, Sztormowa, Wolińska, Jachtowa, Liniowa, Funkcyjna, Ułamkowa, Dzielna, Logarytmiczna, Matematyczna, Algebraiczna, Cyfrowa, Pierwiastkowa, Mnożna, Dodatnia, Geometryczna, Gminna.